# 罗斯季洛沃市镇
罗斯季洛沃市镇（俄语：Муниципальное образование Ростиловское）是俄罗斯联邦沃洛格达州格里亚佐韦茨区所属的一个市镇。其下辖有94个居民点，行政中心为罗斯季洛沃。据2015年统计，该市镇的人口为2373人。